# Хукм
Хукм (араб. حُكْم‎ —  мудрость, решение‎) или ахкам (мн.ч. араб. أَحْكَامٌ‎) — исламский термин, в основе которого лежит представление о мудрости и авторитетном указании. В исламском праве (фикх) хукмом называются оценки человеческих поступков с позиции их допустимости. Терминология хукма не укладывается в кораническую дихотомию «харам-халяль» и является дальнейшим развитием исламской мысли.

## Виды хукмов
Существует следующие виды хукмов:
1. Ахкам аль-хамса. В литературе по фикху человеческие поступки с позиции их допустимости разделены на пять степеней:
  1. обязательные и необходимые (фард, ваджиб)
  2. желательные и одобряемые (суннат, мандуб, мустахабб)
  3. общедозволенные и нейтральные (мубах, джаиз, халяль)
  4. порицаемые (макрух)
  5. запретные (харам, мазхур)[1].
2. Божественная мудрость. В Коране слово хукм имеет значение Божественной мудрости[3] или Божественного приговора (решения)[4]. В этом смысле Божественная мудрость распространяется на указания в Коране и Сунне, делая тем самым их обязательными. Такой хукм может быть основой для вынесения фетв[1].
3. Установление или указание. Указание правителя или авторитетного лица, которое становится обязательным для подчиняющихся ему лиц[1].
4. Хукм аль-иджтихади. Решение по правовому вопросу, разработанное на основании правовых источников или свободного суждения[1].
5. Логическое суждение. Часть логической фигуры в общей формуле суждения по аналогии[1].
6. Общее правило или установление. В научной литературе термин хукм широко употребляется в значении правила или установления, например «Правила правления» (аль-Ахкам ас-султания)[1].

## История
Терминология допустимого сформировалась примерно к середине IX века; и, например, в работах аш-Шафии словом «макрух» обозначались однозначно запретные действия, которые позже бы обозначили словом «харам». Разработка хукма привела у некоторых богословов к возникновению философского восприятия мира как фундаментально делимого на разрешённую и запретную часть. Абу Хамид аль-Газали обсуждал вопрос взаимоотношения хукма и дихотомии харам/халяль в книге «Воскрешение наук о вере» («Ихйа улум ад-Дин»).